# Hans Hartwigk
Hans Hartwigk (* 10. Februar 1904 in Cuxhaven; † 18. September 1991 in Berlin) war ein deutscher Veterinärmediziner.

## Leben

### Familie und Ausbildung
Der evangelisch getaufte, gebürtige Cuxhavener Hans Hartwigk, Sohn des Amtsgerichtsdirektors Dr. jur. Hermann Hartwigk und dessen Ehegattin Anna geborene Rieper, wandte sich nach dem Abitur dem Studium der Veterinärmedizin an der Tierärztlichen Hochschule Hannover, der Ludwig-Maximilians-Universität München sowie der Universität Leipzig zu, wo er 1928 zum Dr. med. vet. promoviert wurde.
Hans Hartwigk heiratete 1939 Anneliese Wildenhahn. Dieser Verbindung entstammten die Töchter Malena, Gisela sowie Annette. Er verstarb im Herbst 1991 im Alter von 87 Jahren.

### Beruflicher Werdegang

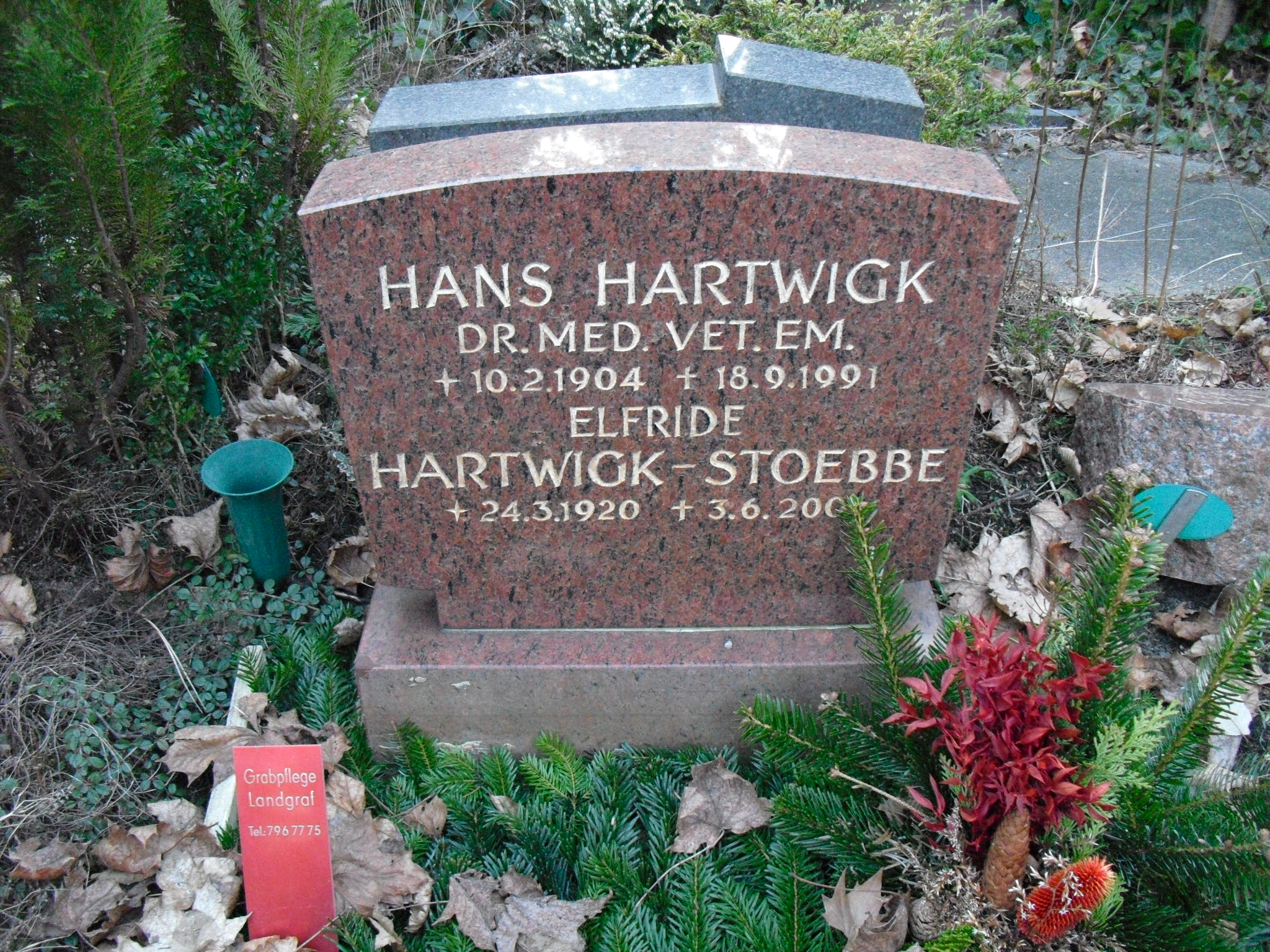
Hans Hartwigks Grabstein auf dem Friedhof Steglitz

Hartwigk erhielt 1929 eine Anstellung als wissenschaftlicher Assistent am Bakteriologischen Institut der Landwirtschaftskammer für die Provinz Sachsen in Halle an der Saale, 1937 wechselte er in der Funktion des Leiters der Milchabteilung an das Württembergische Tierärztliche Landesuntersuchungsamt nach Stuttgart, wo er 1939 ausschied. In der Folge leitete er diverse Veterinäruntersuchungsstellen.
1945 wurde Hans Hartwigk zum kommissarischen Leiter des Tiergesundheitsamtes Halle bestellt, eine Funktion, die er 1950 niederlegte. Im selben Jahr folgte Hartwigk einem Ruf auf eine ordentliche Professur der Veterinärhygiene an die Veterinärmedizinische Fakultät der Freien Universität Berlin. Zusätzlich übernahm er die Leitung des Instituts für Veterinär-Hygiene. Hartwigk, Mitbegründer der Veterinärmedizin an der Freien Universität Berlin, setzte seinen Forschungsschwerpunkt auf Tierinfektionskrankheiten, darunter Listeriosen, Leptospirosen, Mykoplasmosen, Mykobakteriosen sowie Anaerobierinfektionen.

## Publikationen
- Über die Abhängigkeit der Wirksamkeit des Conjunktival-Tuberkulins vom Alter der Kultur, Veterinär-medizinische Dissertation, Lucka (Bez. Leipzig), Leipzig, 1928
- Hilfe für krankes Geflügel : allgemeinverständliche Besprechung der wichtigsten Krankheiten des Huhnes, des Wassergeflügels, der Puten und der Tauben mit praktischen Vorschlägen für die Bekämpfung, Neumann, Berlin, Radebeul, 1949
- zusammen mit Elmar Roots, Herbert Haupt: Veterinärhygiene : ein Lehrbuch der Gesundheitspflege für Studierende, Tierärzte und Landwirte, Parey, Berlin [u. a.], 1955
- Die Listeriose beim Rind, in: 2. Kongreß Veterinär-Medizinische Gesellschaft, 1958
- Kurzgefaßte Vorlesung über spezielle Mikrobiologie und Tierseuchen, Veterinärmedizinische Fakultät der Freien Universität Berlin, Berlin, 1958
- Bakterielle und virusbedingte Tierseuchen, Berlin, 1965